# Estadio del Monte
El Estadio Mario Oswaldo Mena es un recinto deportivo situado en Barrio Bananera en el municipio de Morales, departamento de Izabal. Es la casa del Club Deportivo Heredia (equipo de fútbol profesional de Guatemala). Fue inaugurado en 1980 y tiene capacidad para aproximadamente 6,000 espectadores.

## Historia
El estadio inicialmente era usado por el club Bananera pero más tarde el club se mudó hacia otro lugar y fue donado hacia la municipalidad de Morales y siguió siendo usado como sede del Club Deportivo Heredia 
La cancha fue testigo de una racha invicta de Heredia de 69 partidos, que empezó el 19 de septiembre de 2010 cuando el equipo local derrotó a Xelajú Mario Camposeco por 3-2. Antes de ese juego habían perdido frente a Municipal. La racha terminó cuando fueron derrotados por Comunicaciones en la final del torneo Clausura 2013, por 2-1, el 19 de junio de 2013. Durante esos 69 partidos acumularon 54 victorias y 15 empates.
Actualmente es usado para diversos eventos deportivos.
- Datos: Q5400164